# Boechera cusickii
Boechera cusickii là một loài thực vật có hoa trong họ Cải. Loài này được (S.Watson) Al-Shehbaz mô tả khoa học đầu tiên năm 2003.